# Święty Gorazd
Gorazd, uczeń Cyryla i Metodego – uczeń świętych: Cyryla i Metodego, arcybiskup, święty Kościoła katolickiego i prawosławnego, apostoł Bułgarii.
Miał pochodzić z Moraw, ale nie ma dowodów na datę i miejsce urodzenia Gorazda. Miał więc wywodzić się z możnego rodu i otrzymać staranne wykształcenie co przyniosło mu prócz znajomości języka słowiańskiego umiejętność posługiwania się łaciną i greką. Dołączywszy około 862 roku do Braci Sołuńskich stale im odtąd towarzyszył. Brał udział w ich podróży do Rzymu i przyjmuje się, iż wiosną 868 r. przyjął święcenia kapłańskie z rąk  papieża Hadriana II. Wobec sprzeciwu Stefana V wobec liturgii słowiańskiej nie mógł podjąć wyznaczonego mu na łożu śmierci przez abp. Metodego (885) zadania kontynuowania jego dzieła na stolicy arcybiskupiej. 
I. Dujčev przypuszczał, że Gorazd ukrywał się później w księstwie Polan, na co przytaczał jako dowody wspomnienia odnalezione w XIV wiecznym kalendarzu, jednak hipoteza ta nie znajduje potwierdzenia w innych źródłach tak jak i przypisywane mu autorstwo Vita Methodi. Zmarł prawdopodobnie w więzieniu.
W Kościele katolickim wspominany w grupie Siedmiu Apostołów Bułgarii dawniej 17 lipca, a w nowym Martyrologium Rzymskim 22 listopada.